# Graskaas
Graskaas is een Nederlandse kaas gemaakt van de melk van koeien die na de winterperiode weer in een weiland grazen. In de winterperiode staan koeien in een stal en krijgen ze kuilgras te eten, aangevuld met onder andere voederbieten.  

## Geschiedenis
De term graskaas bestond in elk geval al in 1821 en werd volgens een woordenboekdefinitie uit 1892 slechts gebruikt voor kaas gemaakt van melk, afkomstig van vee dat vers gras eet, in tegenstelling tot hooikaas. De term graskaas werd in kranten vanaf 1900 steeds minder gebruikt. Vanaf ca. 1997 werd de term opnieuw geïntroduceerd als een soort primeurproduct, zoals beaujolais of de eerste asperges.
| Periode   | Voorkomen van de term graskaas in Nederlandse kranten in de 20e eeuw |
| --------- | -------------------------------------------------------------------- |
| 1900-1909 | 4270                                                                 |
| 1910-1919 | 962                                                                  |
| 1920-1929 | 795                                                                  |
| 1930-1939 | 1239                                                                 |
| 1940-1949 | 132                                                                  |
| 1950-1959 | 1064                                                                 |
| 1960-1969 | 379                                                                  |
| 1970-1979 | 163                                                                  |
| 1980-1989 | 97                                                                   |
| 1990-1999 | 95                                                                   |

## Smaak
Volgens commerciële bedrijven smaakt graskaas romiger dan de in de winter verkrijgbare jonge kaas. Volgens andere bedrijven en kaaskenners is er echter geen smaakverschil tussen graskaas en andere jonge kaas, omdat jonge kaas altijd romig van smaak is.

## Rijpingstijd en verkrijgbaarheid
Graskaas wordt algemeen aangeduid als een vorm van jonge kaas, met een rijpingstijd van 4-6 weken. Soms wordt graskaas gelijk gesteld aan meikaas, maar meikaas was oorspronkelijk slechts enkele dagen tot een week oud en was wit van kleur. Graskaas is ouder en geel van kleur. Graskaas is vanaf eind mei verkrijgbaar. Er wordt ook eerder graskaas aangeboden, maar daar zit dan nog nauwelijks "grasmelk" in.
De term graskaas is niet beschermd, en daarom is bij diverse bedrijven graskaas het hele jaar door verkrijgbaar. Er is zelfs sprake van belegen graskaas die in augustus verkocht werd. Een zogeheten graskaas kan ook langer te rijpen worden gelegd.

## Wetenswaardigheden
- In Woerden wordt op de eerste zaterdag in juni een graskaasdag gehouden, waarbij een grote kaas wordt geveild voor een goed doel.[12]
- Boter gemaakt van de eerste grasmelk wordt wel aangeduid met de term "grasboter."[13]